# Tunnel sous le mont Royal
Le tunnel sous le mont Royal est un tunnel ferroviaire canadien qui traverse le mont Royal, du centre-ville de Montréal à la ville de Mont-Royal, au Québec. Ce tunnel double à voie normale et de 5 km de longueur a été construit de 1912 à 1918, mais son gabarit en hauteur n'est que de 4,42 m ce qui impose des contraintes importantes pour l'utilisation des voitures à deux niveaux. Sa pente est de 0,6 % vers le nord-ouest.
Propriété du Canadien National, le tunnel sert à l'origine autant aux trains de passagers qu'aux trains de marchandises vers le nord de Montréal. À partir de 1995, le tunnel fut utilisé exclusivement par des trains de banlieue de l'Agence métropolitaine de transport. Jusqu'au début de 2020, la ligne Deux-Montagnes et la ligne Mascouche passaient dans le tunnel pour accéder à la gare Centrale de Montréal. Le 11 mai 2020, le tunnel a fermé pour une période d'environ trois ans pour rénovation afin de desservir exclusivement le nouveau Réseau express métropolitain (REM) alors que le train de Mascouche transféra à la station de l'autoroute 40 avec le REM.

## Histoire

### Construction

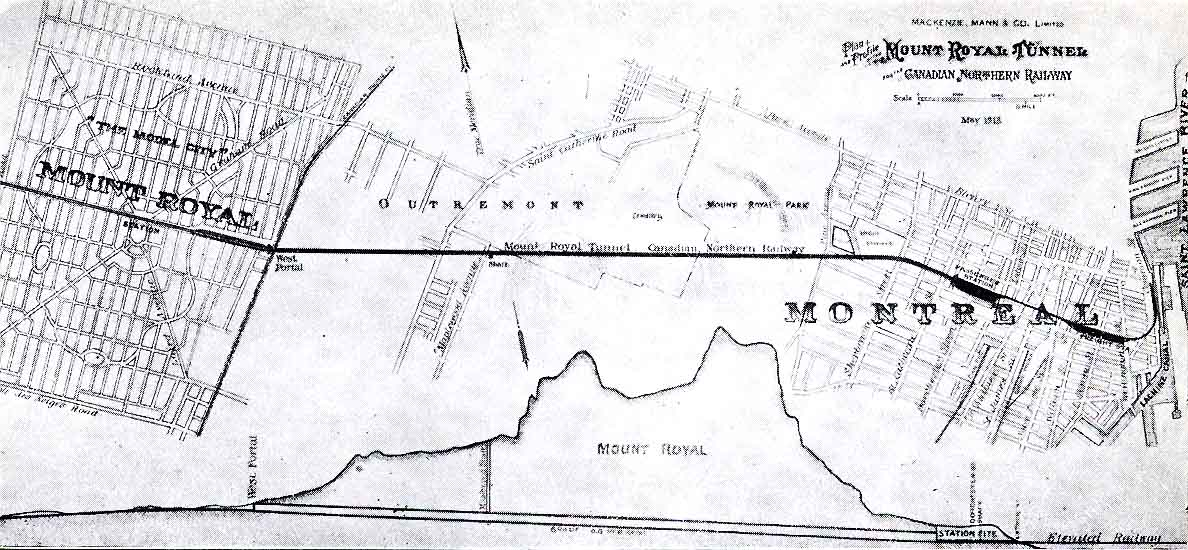
Plan de la « cité modèle » de Mont-Royal montrant le plan des rues proposé, le tunnel passant à travers Outremont, le mont Royal et aboutissant au centre-ville.

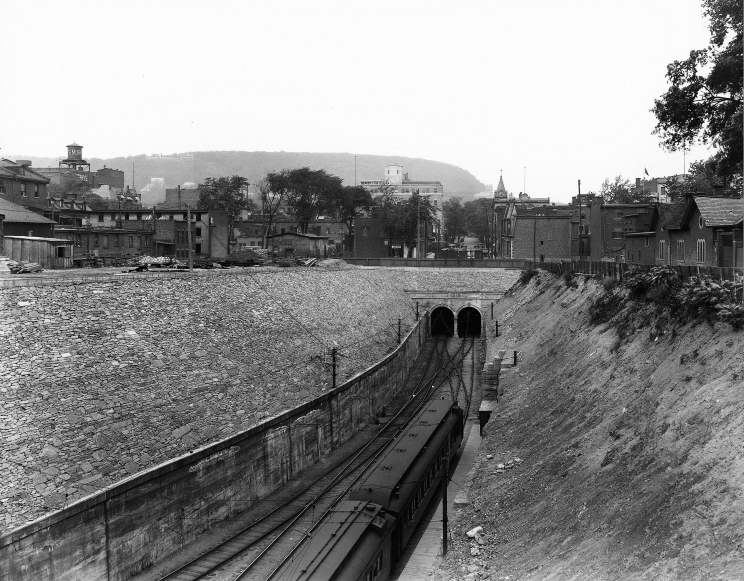
Sortie sud du tunnel à Montréal, vers 1918.

La conception du tunnel débuta en 1910. Le Canadian Northern Railway (CNoR), une des compagnies de chemin de fer transcontinentales du Canada au début du XXe siècle, devait atteindre le centre-ville de Montréal pour être rentable. Sa ligne arrivant par le nord de l'île de Montréal, il lui fallait contourner le Mont Royal mais la route par l'ouest était déjà prise par le Canadien Pacifique (CP) et celle de l'est était assez coûteuse à cause des expropriations nécessaires,.
En 1911, le CNoR fonda le Canadian Northern Montreal Tunnel and Terminal Company pour s'occuper du projet (renommé Mount Royal Tunnel and Terminal Company en 1914). La construction débuta en 1912 et le travail de creusage se termina décembre 1913 lorsque les équipes venant des deux directions se rejoignirent avec moins de 3 cm d’erreur d’alignement. Cependant, le travail de finition, dont le bétonnage fut retardé par la Première Guerre mondiale, fut terminé en décembre 1916. Les voies et les caténaires de 2 400 volts DC ne furent posées qu'en septembre 1918.
Plusieurs fermes qui cultivaient le melon de Montréal ont été achetées par les constructeurs pour faire place aux voies ferrées après deux ans de négociation préliminaire. L'achat de leurs terres a coûté plus de 1 500 000 $CAN (de 1912) dans la précipitation de la spéculation immobilière qui a suivi l'annonce du plan. Par exemple, un agriculteur a été payé 117 000 $CAN et une autre ferme s'est vendue à 781 783 $CAN. Le tunnel a coûté 5 millions $CAN de 1918 et la mauvaise ventilation du tunnel força l'utilisation de locomotives électriques. En 1914, le CNoR commanda 6 locomotives électriques à la compagnie General Electric. Elles furent livrées en 1916 et 1917. La compagnie espérait se financer par le développement d'une nouvelle banlieue, Ville Mont-Royal, du côté nord de l'ouvrage, par le trafic vers sa nouvelle gare au centre-ville de Montréal et par le développement immobilier autour de la gare. La guerre a empêché les promoteurs de bénéficier du développement immobilier attendu, ce qui entraîna de grands problèmes financiers au CNoR. Ces derniers se rajoutèrent à ses problèmes dans l'ouest du pays et le menèrent vers la faillite. Le gouvernement canadien fusionna le CNoR dans le Canadian Government Railways pour former le Canadien National (CN) en 1919. Ce dernier prendra sa forme définitive en janvier 1923 avec l'ajout du Grand Trunk Railway,. La ligne qui utilisait le tunnel pour desservir la région de l'Outaouais, d'Ottawa et de Toronto devint moins avantageuse que celles apportées dans la fusion par le Grand Trunk et devint une voie secondaire.

### Modernisation de 1992 à 1995

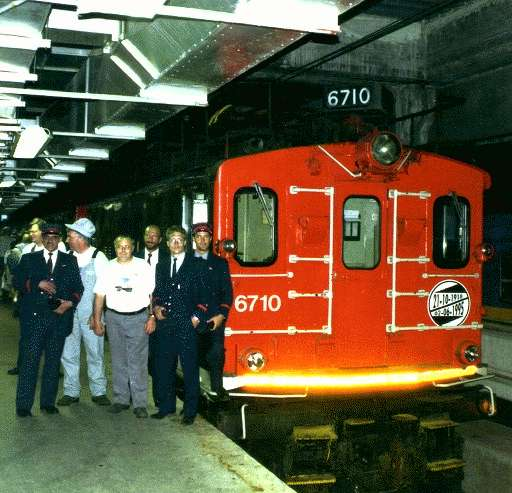
Ancienne locomotrice électrique du train de Deux-Montagnes entre 1918 et 1995.

Durant les années 1960, la baisse de la fréquentation des trains de passagers au Canada donna lieu à l'abandon par le CN de ce service, sauf pour le train de banlieue vers Deux-Montagnes. De plus, les trains de marchandises furent dirigés vers des gares de triage hors du centre-ville. Le 1er juillet 1982, le CN signa un accord de 10 ans avec la Société de transport de Montréal pour l'opération du train de banlieue : le financement venant de la STCUM et les trains étant opérés par la filiale Montrain de CN. Le 12 février 1992, le gouvernement du Québec entreprit une modernisation de 289 millions $CAN sur la ligne Deux-Montagnes pour la rénovation des rails, des gares, du système électrique et de signalisation et de 58 nouvelles voitures. Cependant, aucuns travaux ne furent effectués sur la structure proprement dite du tunnel.
Le 2 juin 1995, la dernière locomotive électrique de GE, livrée en 1916-17 et toujours en service, utilisa le tunnel pour la dernière fois après 80 ans de service. Les nouvelles voitures automotrices modernes de 25 kV AC de Bombardier Transport offrent maintenant le service.

### Modernisation du REM
Pour le remplacement du train de banlieue de Deux-Montagnes par le Réseau express métropolitain et le percement de deux stations dans le tunnel (Édouard-Montpetit et McGill), des travaux préliminaires de rénovation ont débuté en 2019. Le 11 mai 2020, le REM a procédé à la fermeture complète pendant environ trois ans du tunnel pour sa reconstruction aux exigences du nouveau réseau entièrement automatisé. Entre autres, la corrosion du mur de soutien au centre du tunnel par l'infiltration des sels de déglaçage a mené à son remplacement au centre-ville,,. Le mur est également prolongé sur la longueur totale du tunnel afin de respecter les exigences de sécurité de la norme internationale de protection contre les incendies NFPA 130.
La station Édouard-Montpetit, du côté nord du Mont-Royal, sera connectée à la ligne bleue du métro de Montréal qui dessert l'Université de Montréal. Elle sera l'une des plus profondes dans le monde à 72 mètres sous le campus, équivalent à un édifice de 22 étages, et sera munie d'un ascenseur ultrarapide pour les usagers. La station McGill, située sous l'avenue McGill College au centre-ville de Montréal, sera reliée à la station de métro McGill, située sur la ligne verte.
Le 20 juillet 2020, une détonation imprévue s'est produite dans le tunnel à cause d'une charge explosive non détonée dans un trou de forage datant de la période de construction du tunnel en 1912. Aucun ouvrier n'a été blessé, mais cela a retardé les travaux en nécessitant plus de précautions lors des forages nécessaires à la rénovation,.
Le 23 avril 2024, le CDPQ Infra responsable des travaux a annoncé que la mise en service des antennes vers Deux-Montagnes et l'ouest de l'île de Montréal serait reporté à 2025 à cause de délais dans la réfection du tunnel. Les travaux ont été plus importants qu'anticipé et la pandémie de Covid-19 a ralenti le rythme. Il a été mentionné qu'il restait à faire l'électricité, la plomberie, la ventilation, ainsi que l'installation de caméras, de haut-parleurs et d'autres appareils mécaniques.

## Utilisation

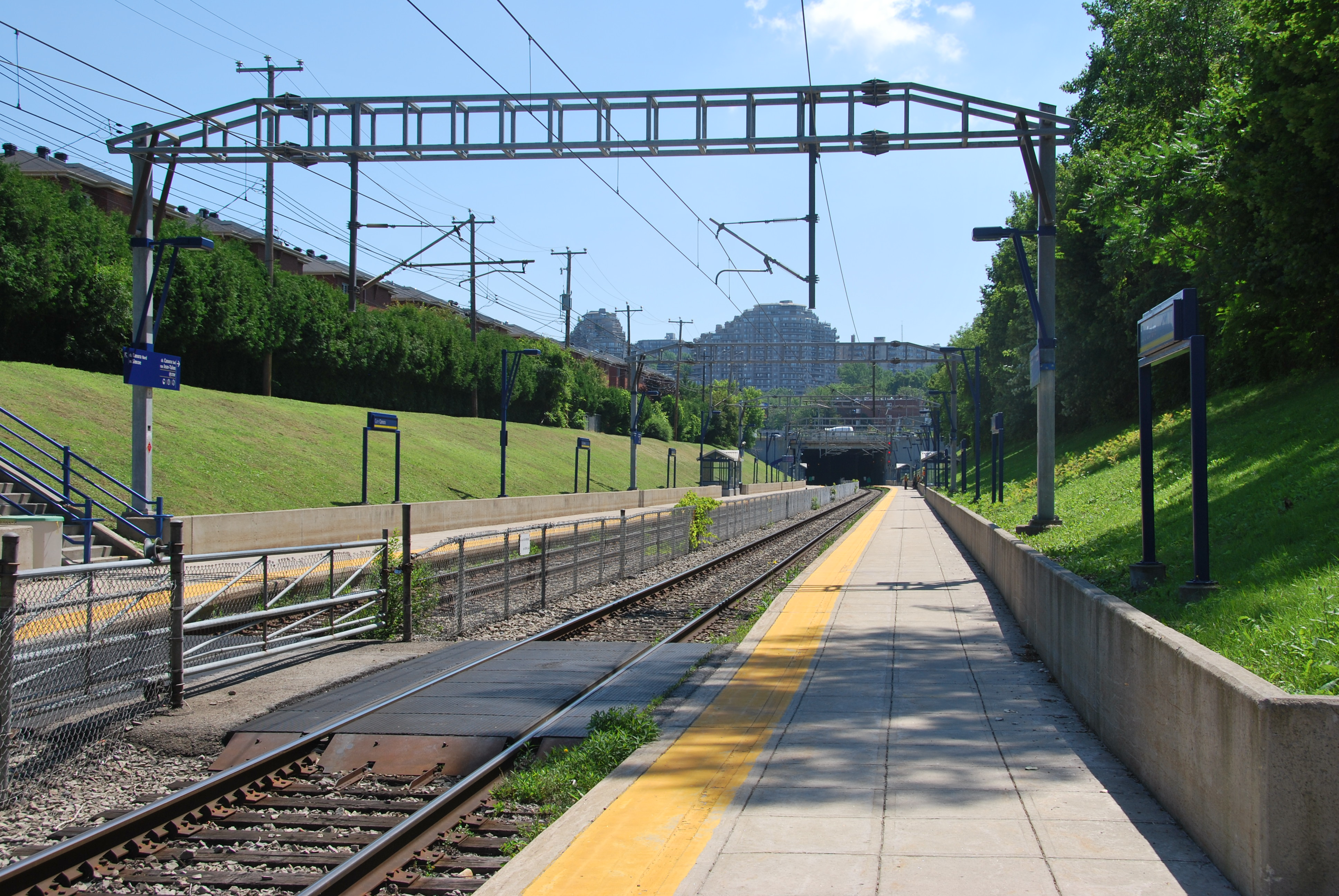
Entrée ouest du tunnel en 2013.

Il n'y a qu'une seule cheminée de ventilation de faible dimension dans le tunnel ce qui ne permet pas aux locomotives diesel d'y passer. Avant 1995, les trains de Via Rail Canada depuis et vers les régions de l'Abitibi, la Mauricie et la ville de Québec (terminé en 1990) utilisaient le tunnel. Ils étaient tirés par une locomotive électrique jusqu'à une jonction au nord du tunnel puis attelés à une locomotive diesel dans le cas des trains partant du centre-ville. Pour ceux s'y dirigeant, la locomotive diesel les amenait jusqu'à la jonction et ils descendaient dans le tunnel par gravité. Les trains de la ligne Deux-Montagnes ont cependant toujours utilisé les caténaires sur toute sa longueur.
Le train de l'Est utilise en bonne partie les rails du Canadien National dans l'est de la ville et une portion de l'actuelle ligne Deux-Montagnes s'étalant sous le mont Royal pour se rendre jusqu'à la Gare centrale de Montréal. L'utilisation du tunnel sous montagne a posé des problèmes puisque le train de l'Est utilise des locomotives bimodes. Le fait d'y faire transiter du diesel posait un potentiel d'explosion ou d'incendie. Comme le tunnel de 5 km de longueur ne dispose d'aucune sortie de secours, et qu'il n'est équipé d'aucun équipement pour combattre un incendie, le gouvernement du Québec décida de commanditer une étude pour trouver les meilleurs moyens pour remédier à ce potentiel dangereux et l'AMT effectua des changements.
L'Agence métropolitaine de transport (AMT) a annoncé en 2009 que la ligne Saint-Jérôme pourrait être détournée pour utiliser le tunnel ce qui lui permettrait d'arriver plus rapidement au centre-ville. Cependant, ce projet ne s'est jamais rendu plus loin.
L’AMT a annoncé le 28 février 2014 qu'elle s’était portée acquéreur des infrastructures, des voies et autres matériels ferroviaires de la ligne Montréal-Deux-Montagnes qui représente près de la moitié de l'achalandage total du réseau de trains de banlieue de la région de Montréal. Ceci comprend les terrains, les droits dans le tunnel Mont-Royal et les droits aériens. Le CN conservera des droits d'exploitation pour le transport marchandises sur un tronçon de la ligne, dans un secteur où sont établis des clients expéditeurs de marchandises,. En tant que propriétaire, l’AMT aura désormais la pleine autonomie afin de pouvoir développer ses projets futurs. Ceci aidera entre autres à doubler la voie en les gares Bois-Franc et Roxboro-Pierrefonds, annoncé en 2010, et qui devrait augmenter l'achalandage dans le tunnel.
Le 22 avril 2016, le maire de Montréal, Denis Coderre, et le PDG de la CDPQ annoncèrent un méga-projet de système léger sur rail nommé Réseau électrique métropolitain (devenu Réseau express métropolitain en 2018). Résultat de la fusion de plusieurs projets antérieurs, le réseau présenté est doté de quatre antennes totalisant 67 kilomètres, dont la reconversion des infrastructures de la ligne Deux-Montagnes. Le 27 septembre 2017, le projet de loi permettant à la CDPQ de réaliser le projet est adoptée par l’assemblée nationale du Québec.
La ligne serait modifiée pour accommoder un matériel roulant totalement automatisé et passant dans le tunnel. Une nouvelle station (Correspondance A40), à quais partagés avec la ligne Mascouche, serait ajoutée entre les gares actuelles Montpelier et Mont-Royal, portant leur nombre à 15 sur cette ligne. Cette station aurait, en outre, pour particularité de permettre le stationnement de voitures du REM vides sur une troisième voie (voie auxiliaire) afin d'assurer un embarquement rapide facilitant le transfert des passagers depuis le train de banlieue.

### Source
- (en) Cet article est partiellement ou en totalité issu de l’article de Wikipédia en anglais intitulé « Mount Royal Tunnel » (voir la liste des auteurs).